# دوارات
الدّوّارات  أو الدوّلابيّات (الاسم العلمي: Rotifera)، هي حيوانات مجهرية، مائيّة، كروية أو أسطوانية الشكل. الذكور منها أصغر عموما من الإناث. يمكن أن تتواجد بجميع البيئات المائية. وهي عديدة بصفة خاصة في الماء العذب، على أحياء القاع أو ملتصقة بالنباتات. بعضها عائم وقليل منها متطفل. الكثير منها بحري.